# Paco Vázquez
Francisco Vázquez Duckitt, detto Paco (Ibiza, 7 marzo 1974), è un allenatore di pallacanestro ed ex cestista spagnolo, professionista nella Liga ACB.

## Palmarès
- Campionato spagnolo: 1

Manresa: 1997-98
- Copa del Rey: 1

Manresa: 1996
- Liga catalana: 2

Manresa: 1999
Joventut Badalona: 2005
- Coppa Korać: 1

Unicaja Málaga: 2000-01
- FIBA EuroCup: 1

Joventut Badalona: 2005-06